# Yuni
Yuni (japanska: 由仁町?, Yuni-chō) är en landskommun (köping) i Hokkaido prefektur i Japan. 